# Palacio Nacional de El Salvador
El Palacio Nacional de El Salvador está localizado en el centro histórico de la ciudad capital de El Salvador. Se trata de un edificio de dos pisos, de un estilo predominantemente neoclásico, aunque cuenta con algunas decoraciones renacentistas y, en menor medida, góticas. Sus portones y otras decoraciones en bronce y hierro son de estilo art nouveau. Por todo ello, no sería descabellado decir que su arquitectura es de carácter ecléctico
Fue construido originalmente para albergar a los tres órganos de poder del Estado salvadoreño y sus respectivas oficinas dependientes. Con el tiempo, el edificio se quedó pequeño respecto a sus funciones originales y cada órgano fue abandonándolo, siendo el último en retirarse la Asamblea Legislativa en la década de 1970. En 1980 fue declarado Monumento Nacional. Pertenece al Ministerio de Cultura de El Salvador; y hasta el 2023 albergó al Archivo General de la Nación de ese país (en ese año dicho archivo sería quitado de sus instalaciones para posteriormente trasladarlo a la BINAES).

## Historia

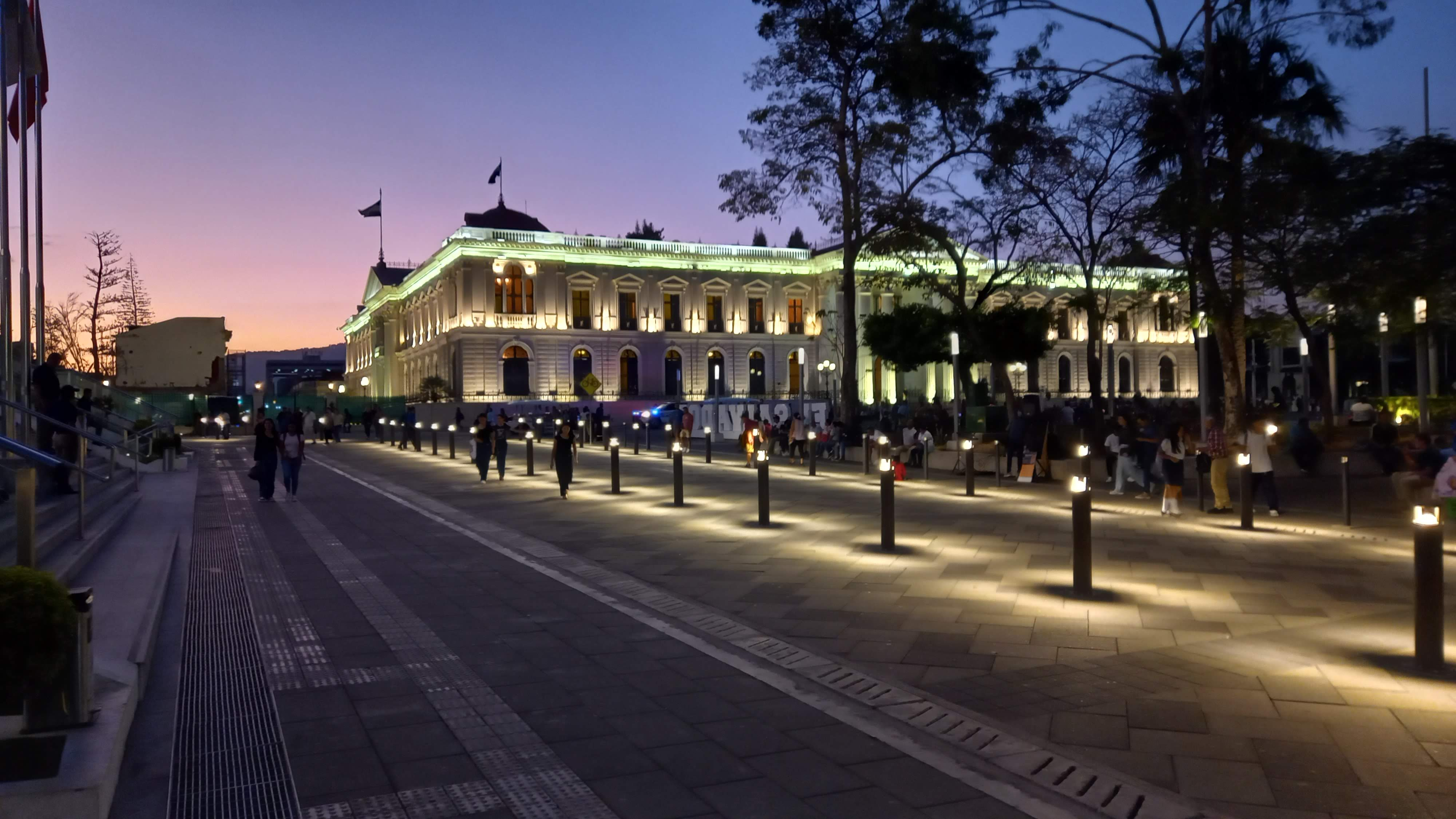
Palacio Nacional de El Salvador

### Antecedentes

#### Época colonial
Después de la conquista de lo que hoy es El Salvador, se estableció en el territorio una población de carácter castellano con el título de villa y el nombre de San Salvador por orden del Adelantado Pedro de Alvarado. El objetivo era dominar el terruño en aras, tanto de los naturales de la región, como de las pretensiones de Pedro Arias Dávila, quien pretendía extender la jurisdicción de la gobernación de Nicaragua hasta los hoy territorios salvadoreños. Aunque la villa fue fundada circa de abril de 1525, esta tendría carácter permanente hasta en 1528, en el sitio que hoy se conoce como Ciudad Vieja. Aquí se construiría un cabildo con tres pabellones dispuestos en línea recta y paralelos a la plaza mayor y en un sitio relativamente elevado respecto a la plaza. Este constituye el primer edificio de carácter gubernamental de estilo occidental fundado en la hoy tierra salvadoreña.
En 1545, San Salvador es trasladada al valle de las Hamacas, al pie del volcán de San Salvador, sitio que ocupa hasta la actualidad. En ese momento, siguiendo siempre las normas castellanas, es trazado el cuadro de la plaza mayor y, al sur de la misma, se destina la manzana para albergar el cabildo. Acá es donde tendrían su despacho los distintos alcaldes ordinarios (habiendo dos, que eran el alcalde de primer voto y el de segundo voto) y demás miembros del ayuntamiento; así como también, desde 1579, los alcaldes mayores (nombrados por el rey para el gobierno de la jurisdicción) y el resto de funcionarios realengos de la Alcaldía mayor de San Salvador (la cual no incluía los actuales departamentos de Sonsonate y Ahuachapán, que hasta 1824 formaban la alcaldía mayor de Sonsonate) hasta 1785.
En 1785, por real cédula de Carlos III de España la alcaldía mayor de San Salvador pasa a ser la Intendencia de San Salvador, y, nuevamente, los intendentes ocuparían el mismo cabildo de San Salvador como despacho. Aunque el Barón Francisco Luis Héctor de Carondelet, cuando fue nombrado intendente de San Salvador en 1789, tuvo la proyección de construir un palacio para albergar el despacho de los intendentes en el sitio que hoy ocupa el Portal de Occidente, al poniente de la Plaza Libertad. De hecho, el V Barón de Carondelet, impulsó la construcción de caminos, pozos, lavaderos públicos, entre otras obras, ya que, al llegar a San Salvador, la ciudad le resultaba más un pueblo que una ciudad. Pero para infortunio de la localidad, Carondelet fue removido de su cargo en 1791 para dirigirse como gobernador de Luisiana y Florida, en donde también dejaría su huella en construcciones. Y, más tarde, en 1799, en la Real Audiencia de Quito, con el palacio que aún hoy en día funge como sede del gobierno de Ecuador y que aún lleva su nombre, el Palacio de Carondelet.
El 8 de mayo de 1821, por decreto de las Cortes generales españolas, todas las intendencias pasan a ser provincias lideradas por un jefe político superior que es ayudado por una diputación provincial; por lo que la intendencia de San Salvador pasa a ser la Provincia de San Salvador, donde nuevamente el cabildo de San Salvador es también la sede del gobierno.

#### Independencia y república federal
El 15 de septiembre de 1821, el Reino de Guatemala firma su independencia de España, y, hacia 1823, se dispone crear una república federal, haciendo de las otras provincias españolas, cinco Estados, con la excepción de Chiapas. Cada Estado tendría sus propias autoridades y, por tanto, sus respectivos edificios para albergarlas. Para el caso del naciente Estado salvadoreño, el primer congreso constituyente se reunió en el convento franciscano de la ciudad de San Salvador en 1824, ubicado en el lugar que hoy ocupa el Mercado Excuartel. Acá, los diputados representantes de la Provincia de San Salvador y la Alcaldía mayor de Sonsonate, decidieron unir sus territorios y formar un solo Estado bajo el nombre de Salvador, y redactar su primera constitución como una entidad federativa de la República Federal de Centro América. No obstante, en 1826, la república federal se sumergió en una serie de guerras civiles que derivarían en el desmembramiento de la misma en 1838. Y pese a que en 1834, San Salvador fue elegida como distrito federal de la unión centroamericana, entre tanta batalla, nunca hubo tiempo para pensar en la construcción de edificios gubernamentales.
En 1841, dos años después del colapso federal centroamericano, el Estado del Salvador era el único que seguía perteneciendo oficialmente a la federación, por lo que el 2 de febrero de ese año, una nueva asamblea constituyente se reúne para declarar la soberanía del Estado salvadoreño y redactar una nueva constitución como estado independiente. Acá apareció de nuevo la necesidad de tener edificios gubernamentales, sin embargo el lastre que habían dejado tras de sí las guerras centroamericanas, el endeudamiento externo, la prácticamente nula dinamización económica y la guerra contra los filibusteros que obligaron a toda Centroamérica a involucrarse de nuevo en batallas fratricidas en la década de 1850, hicieron imposible que el gobierno salvadoreño emprendiera siquiera la construcción de edificios de gobierno.

### Construcción del primer Palacio Nacional

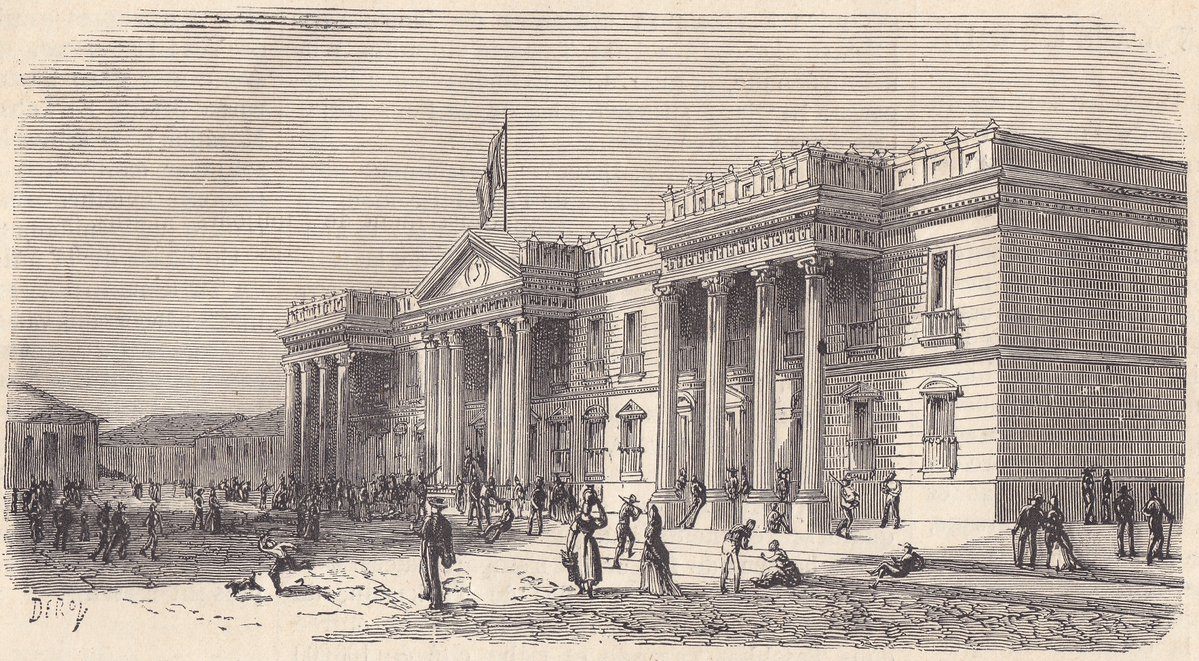
Primer Palacio Nacional (San Salvador), Ese edificio era la sede de los tres Poderes del Estado.

Hacia las postrimerías de la década de 1850 y, sobre todo, a comienzos de la década de 1860, durante los efímeros períodos presidenciales del Capitán General Gerardo Barrios, se comenzó a pensar seriamente en la construcción de un palacio de gobierno. Debido a que la plaza de armas -hoy Plaza Libertad- tenía todas sus manzanas aledañas ocupadas: al oriente de la misma se encontraba la Catedral de San Salvador (hoy Iglesia de El Rosario); al sur la Alcaldía de San Salvador, lo que un día fuera el cabildo; y al oeste y norte los portales del comercio; Gerardo Barrios designó como lugar de construcción del palacio de gobierno, el predio poniente de la Plaza Santo Domingo, hoy Plaza Gerardo Barrios, donde se encontraban una serie de casas de aspecto ruinoso, según las miradas de la época. Cabe decir que, la Plaza Santo Domingo era más bien un amplio atrio de la Iglesia y convento de Santo Domingo, que se ubicaban al norte, en donde hoy se encuentra la Catedral metropolitana de San Salvador. Esta decisión de Barrios llegaría a cambiar, con el tiempo, la configuración del centro político y geográfico de la ciudad de San Salvador.
Pese a las proyecciones de Gerardo Barrios de construir una sede de gobierno, quien tuvo el privilegio de dar por inaugurada las obras fue el presidente Francisco Dueñas, en el predio que anteriormente había elegido Gerardo Barrios, demoliendo las casas que se encontraban ahí. 
Los trabajos se iniciaron el 15 de enero de 1866 bajo la dirección de José Dolores Melara e Ildefonso Marín. Se hizo una fundación de piedra y mezcla de dos varas de profundidad y, conforme al proyecto, este edificio hecho prácticamente en su totalidad de madera y láminas constó de dos pisos, con un frente de 96 varas, dividido en tres cuerpos y dirigido hacia la entonces Plazoleta de Santo Domingo. En el 19 de enero, el presidente Dueñas dirigió un discurso al Cuerpo Legislativo donde menciona la edificación del Palacio Nacional y dice "La obra será digna de la Capital". Para septiembre, se había comenzado a techarse una parte del frente del palacio que miraba hacia la plaza, el señor Marín creía poder presentar en estado de servir esa parte del palacio dentro de tres o cuatro meses. Para enero de 1867: el techado estaba terminado y los principales trabajos interiores seguían. Para febrero, todo el frente del piso alto estaba enteramente cubierto; en este tiempo se recomendó ocultar la techumbre de dicha frente con una media vara de entablado y poniendo pilares a manera de balaustres a una distancia proporcionada. En la memoria del Ministro del Interior, Hacienda y Guerra, Juan José Bonilla, presentada al Cuerpo Legislativo en el 28 de enero de 1868, se menciona que por un nuevo contrato con el empresario de la construcción, se iba a extender el edificio sobre la manzana entera comprada por el gobierno y que el costo total de la obra era de 130,000 pesos. Para julio, la fachada principal estaba casi concluida. Para finales de agosto, se habían concluido las tres fachadas que se habían construido al frente de las tres puertas que miran a la Plaza de Santo Domingo, la fachada de enfrente sería acabada dentro de dos semanas; también se estaban techando 50 varas del costado sur y se comenzó a techar otras 50 varas al costado norte en septiembre. En el 21 de diciembre, El Constitucional anunció que en la Imprenta del Gobierno y en el Hotel América se expenderán vistas litografiadas del Palacio Nacional hechas por Manuel José Letona, profesor de dibujo y pintura, a dos pesos.
En uno de los espaciosos salones del Palacio Nacional que había sido preparado se dio en la tarde del 1 de febrero de 1869 un banquete en celebración de la inauguración del nuevo período presidencial de Francisco Dueñas; concurrieron más de 200 personas. En el siguiente día a las 9:00 p. m. se dio un baile en el salón. En el 14 de febrero se celebró otro banquete y baile en obsequio al Presidente Dueñas.
Para  septiembre de 1869, se estaban trabajando los andenes del frente y costados. La obra quedó concluida e inaugurada el 19 de enero de 1870. Era una construcción arquitectónicamente bella, y para su época fue el edificio más moderno e importante de la república.
El extinto Palacio Nacional, que precedió al actual, estaba compuesto de dos niveles. El inferior de mampostería y el superior de madera y lámina. Ostentaba tres cuerpos de columnas frontales. Fue construido entre el 15 de enero de 1866 y el 19 de enero de 1870. Según testimonios de la época, en ese complejo arquitectónico eran notables el Salón de Recepciones y el Despacho de la Presidencia, aunque los informes no destacan al salón de sesiones del Poder Legislativo.
Sin embargo, el llamado terremoto de San José, ocurrido el 19 de marzo de 1873, causó daños desastrosos al edificio por lo que fue sometido a una integral reparación durante la administración del Mariscal de Campo, Santiago González Portillo. A principios de 1875 ya estaba nuevamente funcionando a plenitud.

#### Incendio de 1889
La noche del 19 de noviembre de 1889, fue una fecha luctuosa para San Salvador y la nación en general, pues, durante la presidencia del General Francisco Menéndez Valdivieso, un voraz incendio redujo a escombros y pavesas aquella joya arquitectónica. El incendio comenzó próximamente a las 12:00 a. m. del 20 de noviembre por la parte del poniente en el piso alto; en pocos momentos, el edificio entero fue incendiado; en dos horas, el palacio entero fue destruido. Las autoridades y particulares solamente lograron evitar que el fuego se comunicara a las casas vecinales y edificios nacionales que rodeaban el palacio.

##### Daños y pérdidas

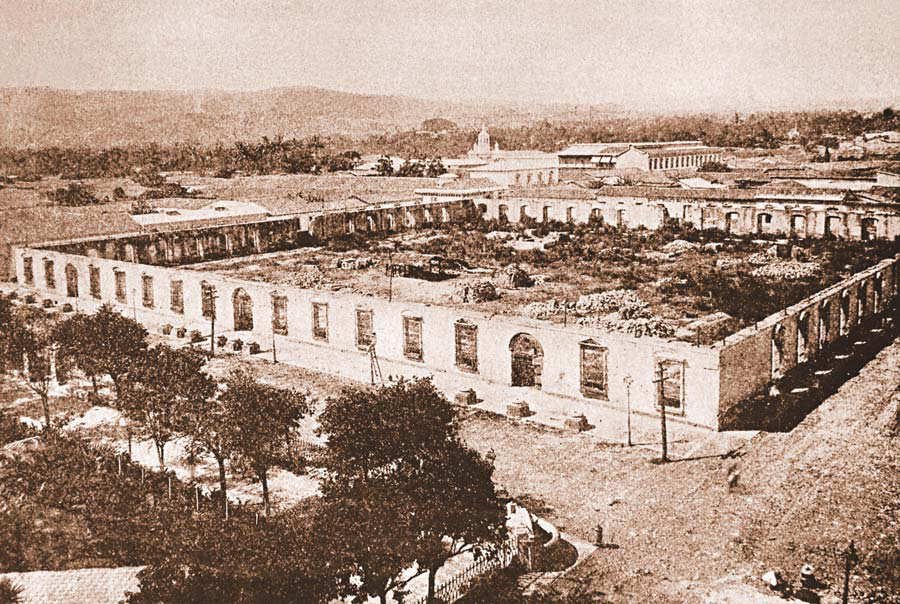
los restos del incendio del primer Palacio Nacional fueron registrados desde una de las torres de la segunda Catedral de San Salvador por el fotógrafo alemán Peter Fassold. Parte de esa estructura aún se localiza bajo el actual Palacio Nacional.

Quedaron reducidos a cenizas los archivos de todos los Ministerios del Gobierno, los de la Corte Suprema de Justicia y Cámaras de 2.ª y 3.ª Instancia, el de la Contaduría Mayor, el Juzgado General de Hacienda, el de los Juzgados de 1.ª Instancia del departamento de San Salvador, el de la oficina del Registro de la Propiedad, el Archivo Federal y el de otras oficinas de gobierno. La Tesorería General fue la única que pudo salvar una parte importante de su archivo. El Salvador perdió su valioso archivo histórico en el que se contenía el archivo colonial de la Alcaldía mayor de San Salvador, el de la Intendencia de San Salvador y parte del archivo de la federación. Lo poco que queda de esos documentos aún pueden ser consultados hoy en día en el Fondo Quemados del Archivo General de la Nación, en el actual Palacio Nacional. Su nombre obedece a la memoria de ese siniestro. También se perdieron invaluables e insustituibles objetos de arte, como esculturas de Pascasio González Erazo y óleos del renombrado pintor Francisco Wenceslao Cisneros, ambos artistas de indiscutible mérito. A esta tragedia se sumó la muerte del presidente Francisco Menéndez y otros adversos sucesos políticos que sucedieron a consecuencia de ello. Todo esto impidió a los sucesivos gobiernos que presidieron Carlos Ezeta, Rafael Antonio Gutiérrez y Tomás Regalado, realizar la construcción de un nuevo Palacio Nacional.

##### Consecuencias
La oficina del Registro de la Propiedad Raíz se restableció el 22 de noviembre en la casa del encargado de la oficina, Teodoro Araujo. Por haberse perdido muchas estampillas de correos cuando el Interventor de la Tesorería y algunos particulares salvaron parte de la existencia en depósito, el director general de Correos, S. J. Carazo, fue instruido no admitir especies en pago del franqueo de cartas sino con un contra-sello preparado; en consecuencia, los comerciantes y otros particulares que adquirieron estampillas en el curso del año tenían que presentarse a la oficina de correos o en la Tesorería General para que selladas puedan tener curso. La Corte Suprema de Justicia fue trasladada provisionalmente al segundo piso del Instituto. El Supremo Tribunal de Justicia ordenó la inmediata reposición de los procesos criminales que fueron destruidas y se suplicó a las autoridades y particulares que suministren los datos y pruebas sobre los reos de la jurisdicción del Juzgado 1.º y 2.º de 1.ª Instancia del departamento de San Salvador. La Gobernación del departamento de San Salvador quedó instalada provisionalmente en el Salón general del Palacio Municipal.
Tras el incendio del primer Palacio Nacional, el Poder Legislativo pasó a sesionar en el segundo nivel del primer Teatro Nacional de San Salvador, y que precedió al que puede verse hoy en día en la Plaza Francisco Morazán. Aquel fue construido entre 1866 y 1879, con madera y lámina troquelada por el arquitecto alemán Augusto Hegel. Las decoraciones interiores son de Manuel J. Letona, su edificación contó con el apoyo del contratista Ciriaco González y de tres Marianos: Luque, Pinto y Guzmán.

## Actual Palacio Nacional

### Construcción

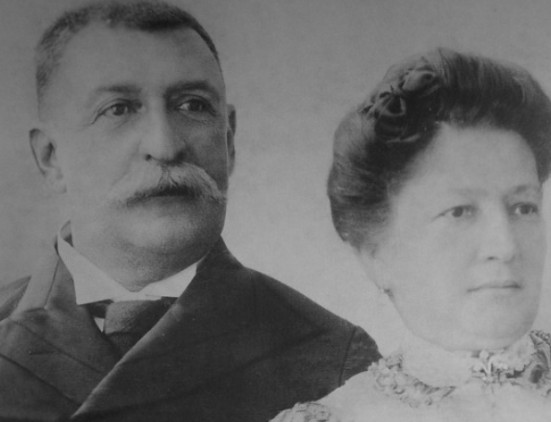
Pedro Escalón y su esposa.

El 1 de marzo de 1903, tomó posesión como presidente electo Pedro José Escalón, quien hizo punto principal de su gestión la construcción del nuevo edificio. Para ello sacó a concurso el plano iconográfico del futuro Palacio, resultando triunfador el proyecto elaborado por el Ingeniero José Emilio Alcaine, eminente catedrático universitario y miembro de la comisión que, presidida por el ingeniero y abogado Santiago I. Barberena, levantó el nuevo mapa de El Salvador. 
Los trabajos de construcción se iniciaron en 1905, estuvieron bajo la dirección, vigilancia y control de José Alcaine, con la ejecución de la obra por parte de la Oficina de Ingenieros y Oficiales del Ejército salvadoreño, la dirección de obras de Pascasio González Erazo, dibujos de D. O. Polcheck, supervisión del Ingeniero José María Peralta Lagos, instalación de pisos por el arquitecto veneciano Alberto Ferracuti y balcones creados por el arquitecto español Ignacio Brugueras Llobet. 
Los materiales empleados en la construcción fueron traídos, principalmente, de Europa. Las láminas troqueladas de los cielos falsos, los elementos de herrería como balcones, barandales y antepechos de hierro forjado vinieron de Bélgica. De Italia, las preciosas lámparas tipo araña de cristal cortado a mano; los marcos, gradas, zócalos, mosaicos, pedestales, balcones, balaustradas y ornamentaciones elaboradas en mármol de Carrara, así como las columnas de granito para el interior del acceso principal.

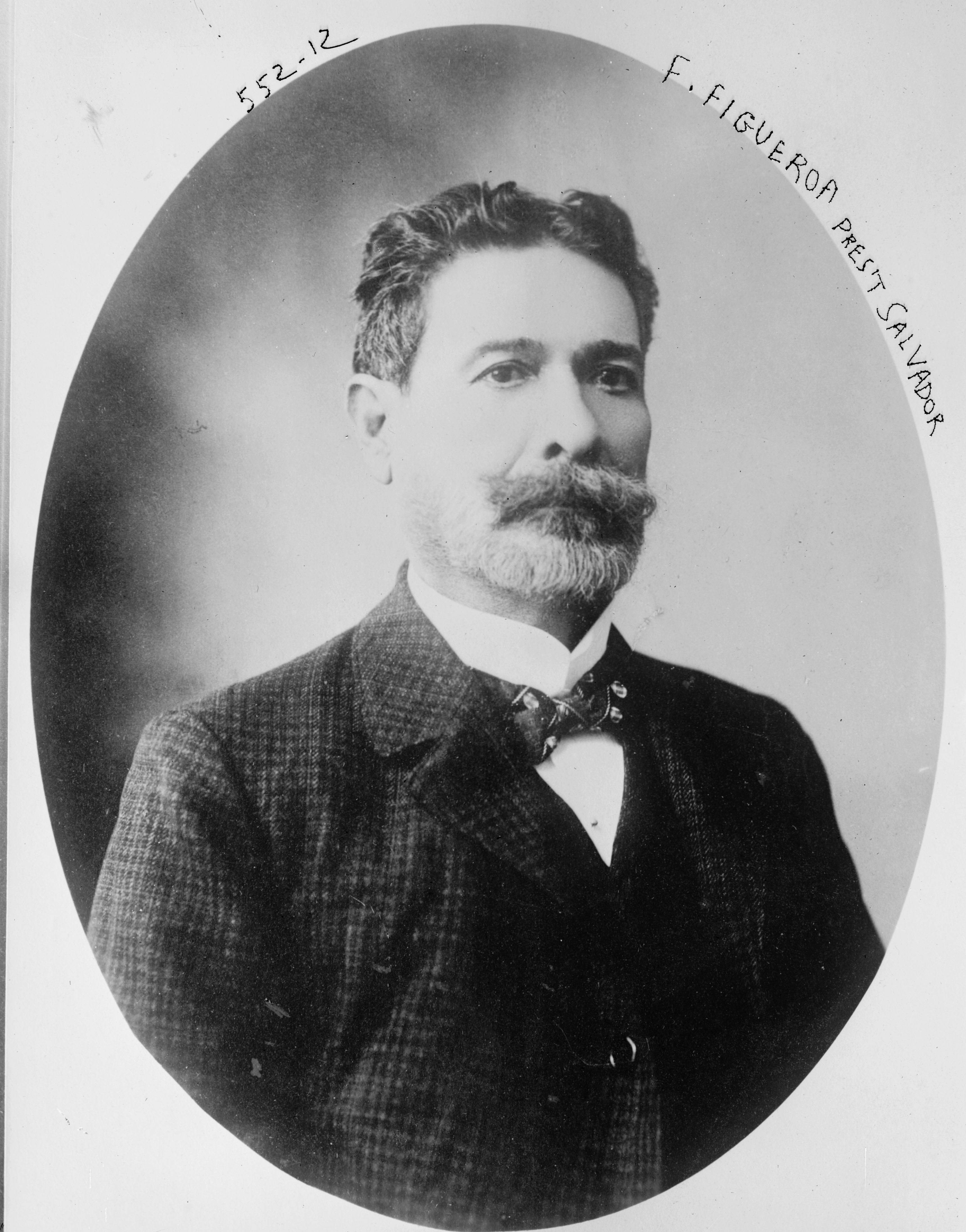
Bajo las presidencias de Pedro José Escalón y Fernando Figueroa, se construyó el Palacio Nacional de El Salvador, ubicado en el corazón de San Salvador. Es una joya arquitectónica y un símbolo histórico del país. Su construcción comenzó en 1905

Las pinturas murales que se realizaron en todas las paredes interiores de los 105 salones que el edificio posee, fueron pintadas por artesanos salvadoreños, al igual que el pintado de las láminas estampadas de todos los cielos falsos. Estos trabajos fueron dirigidos por un pintor salvadoreño del cual se sabe solo que se apellidaba Sánchez. Las decoraciones en yeso que todavía adornan los salones principales, fueron realizadas y dirigidas por el italiano Gugliemo Aroni.
Arquitectónicamente, el Palacio, pertenece al orden compuesto, es decir, a una armoniosa combinación de los órdenes helénico, jónico y corintio, a los que se agregó, con gracia e ingenio, rasgos del orden romano. El arte conjugado en la estructura del Palacio Nacional es considerado ecléctico, siendo una reminiscencia del estilo neoclásico. Mezcla del clasicismo griego y romano.
El costo aproximado del edificio fue de ₡3 millones de colones. ₡ 1 millón por el edificio y ₡ 2 millones por la decoración. Para sufragar los gastos, por medio de un Decreto Legislativo se estipuló que por cada quintal de café exportado, ₡ 1 colón se destinaría a levantar la obra.
En términos generales, en el piso inferior se encuentran columnas jónicas con sus capiteles ornados por volutas que recuerdan la cornamenta de los carneros. En el piso alto o galería principal, campean esbeltas columnas esmeriladas exhibiendo vistosos capiteles con hojas de acanto estilizadas, típicas del orden corintio, el cual se hace más ostensible en la majestuosa columnata del peristilo, en el pórtico central del edificio. El orden romano se advierte en los bellísimos arcos de las puertas y ventanas exteriores coronadas con cabezas de cariátides de sugestiva alegoría, que parecen arrancadas del Erecteón. 

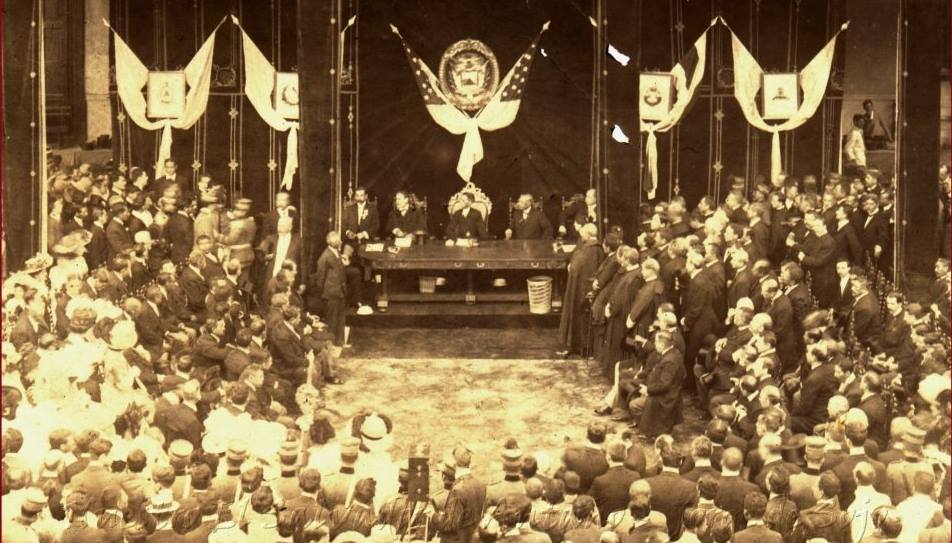
Durante la ceremonia para la investidura Presidencial del Dr. Manuel Enrique Araujo en el Palacio Nacional, 1911

Es importante mencionar que el sistema constructivo del edificio denominado Ploubalette, es único, ya que su estructura portante entrepisos a base de rieles metálicos empernados, con sus respectivos tensores horizontales y verticales, ha proporcionado al edificio gran resistencia y estabilidad ante los sismos. En efecto, ha superado con éxito las violentas conmociones tectónicas del 6 de septiembre de 1915, 7 de junio de 1917, 3 de mayo de 1965, 10 de octubre de 1986, 13 de enero y 13 de febrero de 2001.

### Después de su construcción

Palacio Nacional - San Salvador, 1911.

En el año 1912, aún quedaban algunas obras y pequeños detalles como los cielos del piso bajo y portones; por esto continuaron en el recinto del palacio los talleres de carpintería, herrería y albañilería, a cargo del director o contra-maestro ebanista don Francisco A. Guerrero, y el taller de pintura, bajo la dirección del artesano don Felipe Ramírez. La Intendencia General y Administración del Palacio Nacional estaba a cargo del señor don José Simó.
Anunciada en 1921 la idea de colocar una estatua de Isabel I de Castilla al pie de las graderías del frontispicio, se colocaron e inauguraron el 12 de octubre de 1924 las estatuas del Cristóbal Colón y de la reina, esculturas donadas al pueblo salvadoreño por el rey Alfonso XIII de España y entregadas al gobierno que presidía Alfonso Quiñónez Molina, por el vizconde de Pegullal, embajador de España.
Ambas figuras, obras del escultor español Lorenzo Coullaut Valera, quien realizó la de Isabel la Católica en 1923 y la de Cristóbal Colón en 1924, fueron fundidas en bronce en los talleres Mir y Ferrero de Madrid, con la integración de las manos y cara en mármol, las cuales fueron restauradas en 1993 y hechas de cemento blanco.
En el tímpano del frontispicio todavía se encuentra un medallón de bronce con la imagen en alto relieve de Atlácatl, el Señor de Cuzcatlán, obra realizada por el artista salvadoreño Luis Aguilar en virtud de gestiones del literato Juan Ramón Uriarte. Ese medallón se descubrió el 5 de noviembre de 1926 y el discurso de estilo estuvo a cargo del maestro Jorge Lardé y Larín.
El 12 de octubre de 1951, en el fondo del primer cuerpo de la escalera de honor del Palacio Nacional, donado por la colonia española residente en el país, fue descubierto el busto del poderoso emperador y rey Carlos I de España, en cuyo reinado se fundó y obtuvo el rango de ciudad la capital de El Salvador, San Salvador.

### Retiro de la Asamblea Legislativa

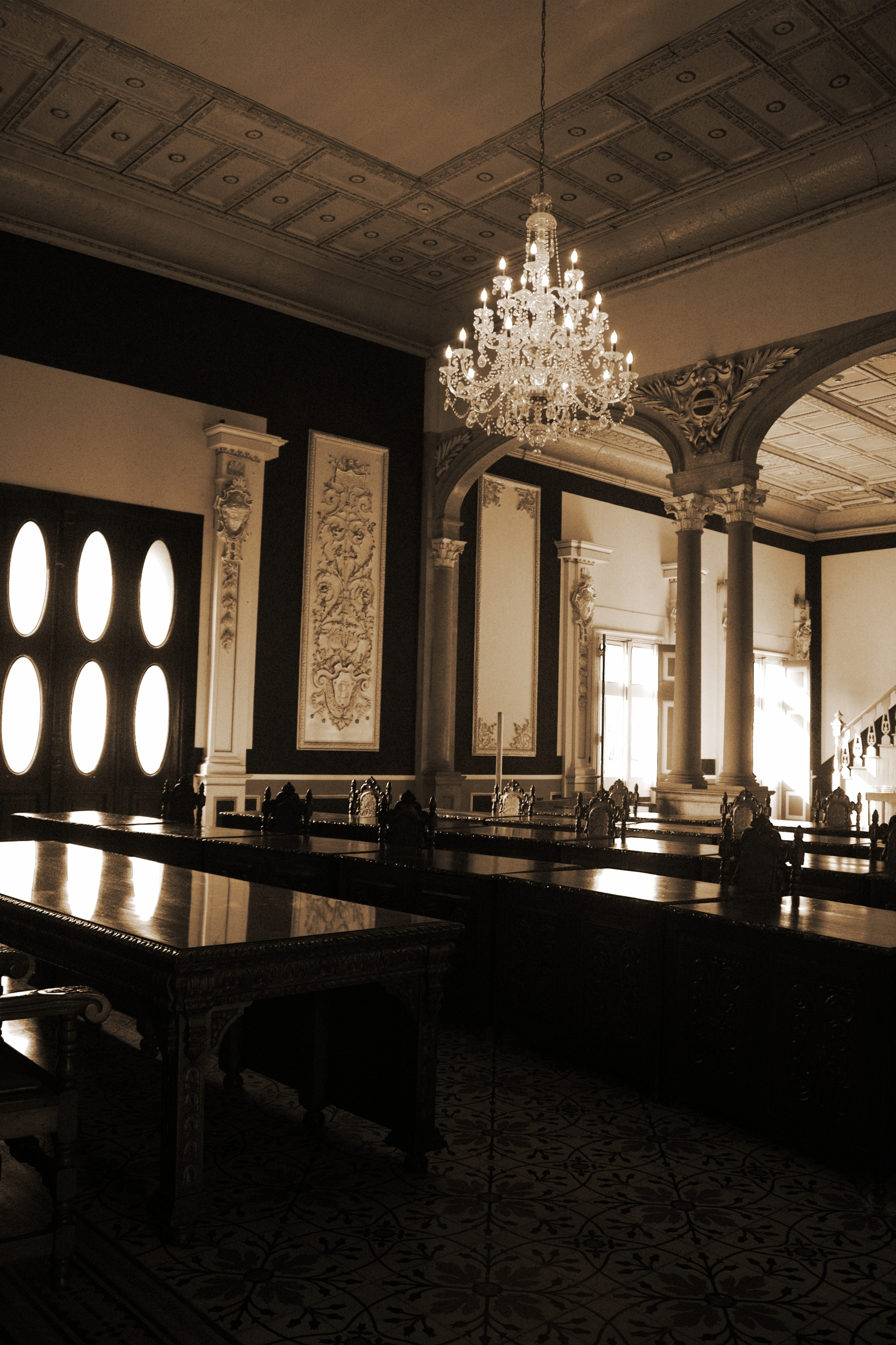
Salón Azul del Palacio Nacional.

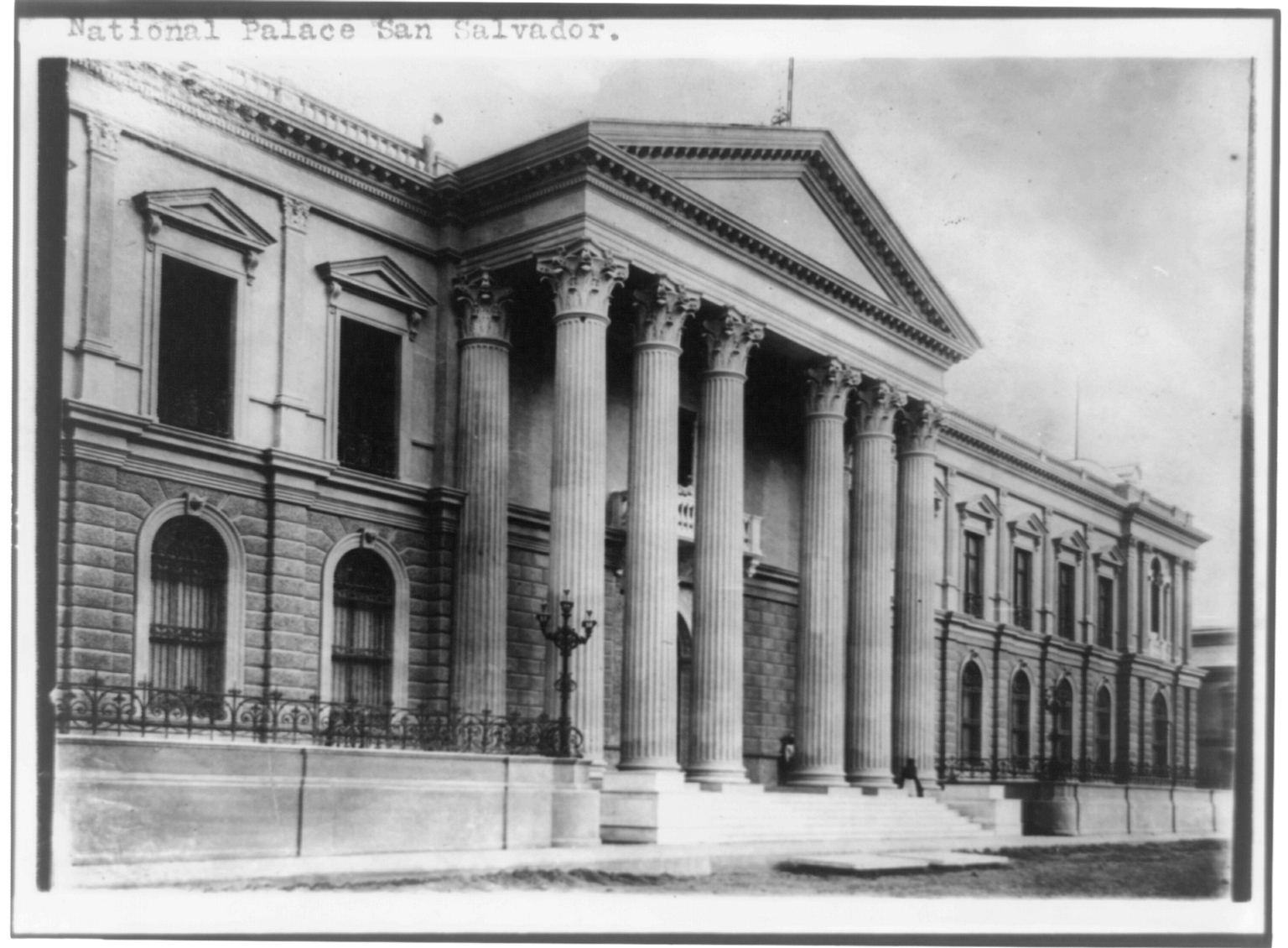
Palacio El Salvador después del Retiro de la Asamblea Legislativa

En 1974, la Asamblea Legislativa abandonó definitivamente el Palacio Nacional y decidió declarar Monumento Histórico Nacional al Salón Azul del mismo, mediante Decreto Legislativo N.º 165, del 3 de diciembre de 1974, publicado en Diario Oficial N.º 238, Tomo N.º 245, del 19 de diciembre de 1974. Pero fue hasta la emisión por parte de la Junta Revolucionaria de Gobierno del Decreto Ley N.º 316, del 10 de julio de 1980, publicado en Diario Oficial N.º 130, Tomo N.º 268, del 10 de julio de 1980, cuando ya todo el edificio fue declarado Monumento Nacional y pasó a la custodia del Ministerio de Educación.
Desde su construcción en 1911 hasta 1986, el edificio del Palacio Nacional, como ya se dijo, albergó diferentes dependencias del gobierno, las cuales, con el correr del tiempo, según las necesidades de cada época realizaron remodelaciones inadecuadas que alteraron la concepción espacial de algunas áreas; además, la incorporación de las instalaciones eléctricas, hidráulicas, sistemas de aire acondicionado y de todo tipo, sin ningún criterio técnico, ocasionaron un gran deterioro e innumerables daños. Por esas razones, el gobierno del presidente José Napoleón Duarte decidió crear la «Comisión de Restauración y Conservación del Palacio Nacional», mediante Decreto Ejecutivo N.º 19, del 7 de marzo de 1985, publicado en el Diario Oficial N.º 64, Tomo N.º 286, del 29 de marzo de 1985.
Una de estas intervenciones se dio precisamente después del traslado de la Asamblea Legislativa, porque los ministerios que todavía continuaron sus labores en el Palacio Nacional, antes de irse, se reunieron y decidieron “embellecerlo”, y por ello pintaron el Salón Amarillo de color blanco y dorado, e iniciaron los trabajos en el Salón Azul, pero providencialmente el terremoto de 1986 los detuvo. En efecto, la intención era mantener el edificio en buen estado. Sin embargo, no hubo ningún criterio de restauración acorde con el valor histórico del mismo que guiara este y muchos otros esfuerzos.
En la evaluación que el Ministerio de Obras Públicas le hizo a este inmueble, tras el sismo del 10 de octubre de 1986, se determinaron daños tales como: agrietamientos en paredes, columnas, cornisas, balaustrada, pisos y entre pisos, así como fracturas y desprendimientos de repello; los cuales habrían obligado la demolición del edificio, a no ser que por una vez más, el sistema con el que fue construido, permitió ejecutar acciones alternativas. Por esta razón fue intervenido desde 1987 hasta 1988, pero desafortunadamente, con más desaciertos que aciertos; uno de los desaciertos se dio con las láminas de los techos originales: las originales fueron traídas de Bélgica, fabricadas con un material más grueso y con ondas más grandes que las de estos tiempos; la solución que propuso el deterioro de las primeras fue colocar láminas modernas debajo de ellas, lo que facilitó la conducción del agua lluvia al interior de la estructura. Uno de los aciertos fue la contratación de la restauradora guatemalteca Margarita Estrada, que montó un pequeño taller gracias al apoyo de la Organización de los Estados Americanos (OEA). Con ello se formaron en la restauración de pintura al óleo y yesería, los salvadoreños: Maribel Carpio, José Santos, Wilson Alfaro, Mario Castro, Marina León y Rurico Boanerges. Todos estos trabajos quedaron inconclusos y se carece de cálculos y análisis de dicha intervención.
El otrora Consejo Nacional para la Cultura y el Arte (Concultura) -actualmente Ministerio de Cultura-, al nacer en 1991, planteó como una de sus metas principales la restauración del Palacio Nacional, la primera propiamente dicha desde 1911. Con este propósito se contrató a la arquitecta Gilda Aguilar de Landaverde y al técnico en arquitectura, Germán Velásquez, quienes, hasta 1993, en una primera etapa del proyecto, se dedicaron afanosamente a la recopilación de datos históricos del edificio y al levantamiento de planos. En ese mismo año, el ingeniero José María Portillo realizó las evaluaciones estructurales y recomendó trabajos que significaban destruir gran parte del edificio, pues según su diagnóstico este corría el riesgo de hundirse pues estaba sostenido en lodo. Ante este hecho, Concultura gestionó y obtuvo la ayuda del Gobierno mexicano que envió a dos reconocidos expertos en edificios de principios de siglo para que aclararan la situación. Por no causar daños innecesarios al Palacio, el ingeniero Portillo realizó sus evaluaciones en los jardines y por ese motivo encontró lodo; pero en el caso de este inmueble y de todos los demás construidos en esa época, cuando el terreno era malo, se cimentaba además toda la zona que circundaba la edificación. Los expertos mexicanos confirmaron entonces las sospechas de que no era necesario realizar trabajos que sacrificarían algunas áreas del edificio para solo mantener otras en pie.
Hasta el año 2000, gracias a las diversas excavaciones para instalaciones eléctricas, el antropólogo Paul Amaroli certificó la revelación de que el Palacio Nacional ha estado sostenido por la cuadrícula de fundaciones del primer palacio, y, además, por las fundaciones de las antiguas edificaciones que se demolieron para la construcción de éste, ya que en su momento solo las paredes de ella se botaron pero no se tocaron sus cimientos.
Entre 1994 y 1995, el presidente de la República, Alfredo Cristiani, invitó a las empresas Transportes Aéreos Centroamericanos (TACA), Almacenes Siman y Diana para que financiaran la restauración de los salones Rojo, Amarillo y Azul. Para estos trabajos se contrató a la compañía del arquitecto Salvador Choussy, siempre con la fijación y supervisión de los procedimientos por parte del arquitecto Landaverde.
También en 1994, con el apoyo económico del gobierno salvadoreño, se restauró toda la estructura y cubierta de techos. En 1995 se reconstruyeron y pintaron todas las fachadas exteriores e interiores del edificio con el empleo de materiales compatibles, técnicas modernas de consolidación y pinturas preparadas de acuerdo con los colores que originalmente se emplearon, las cuales fueron determinadas por medio de un análisis apoyado en calas de investigación, la cual posee decoraciones fitomorfas de bronce.
La oficina de Restauración dependía del entonces Concultura, que día a día trabajaba para devolverle al Palacio Nacional su belleza original. Las empresas constructoras que desde 1994 han trabajado en la restauración del Palacio Nacional son: Pórticos Ingenieros S. A. de C. V., Olmedo Barata Ingenieros S. A. de C. V., Joaquín Aguilar, Cohac y PL Ingenieros.
Hasta el momento se han restaurado los pisos, cielos falsos, puertas y paredes (en el sentido de huecos e instalaciones eliminadas) de todos los salones, todavía hacen falta los dos sótanos, algunas entradas, los pisos de mármol y el rescate de las pinturas murales originales, que requerirán de trabajo exhaustivo y cuidadoso de los artistas formados en el taller de la guatemalteca Margarita Estrada, quienes actualmente laboran en el Museo Nacional de Antropología Dr. David J. Guzmán. Lo difícil de la restauración de las pinturas radica en la develación de todas las capas que con el correr del tiempo fueron colocándose sobre ellas. En estos últimos años de incansables esfuerzos se han invertido aproximadamente $ 6,285,713.42.
Actualmente, además de ser un museo y un patrimonio nacional de los tres poderes del Estado salvadoreño, alberga al Archivo General de la Nación (AGN), el Instituto de Artes, oficinas de la Dirección de Investigaciones y oficinas de Patrimonio Cultural Edificado. Dichas entidades son dependencias del Ministerio de Cultura. Y por medio del Decreto Legislativo N.º 837, del 3 de octubre de 1996, publicado en el Diario Oficial N.º 205, Tomo N.º 333, del 31 de octubre de 1996, el congreso salvadoreño decidió crear el Museo Nacional de Historia y designó al Palacio Nacional como la sede de ese nuevo organismo cultural.

## Características

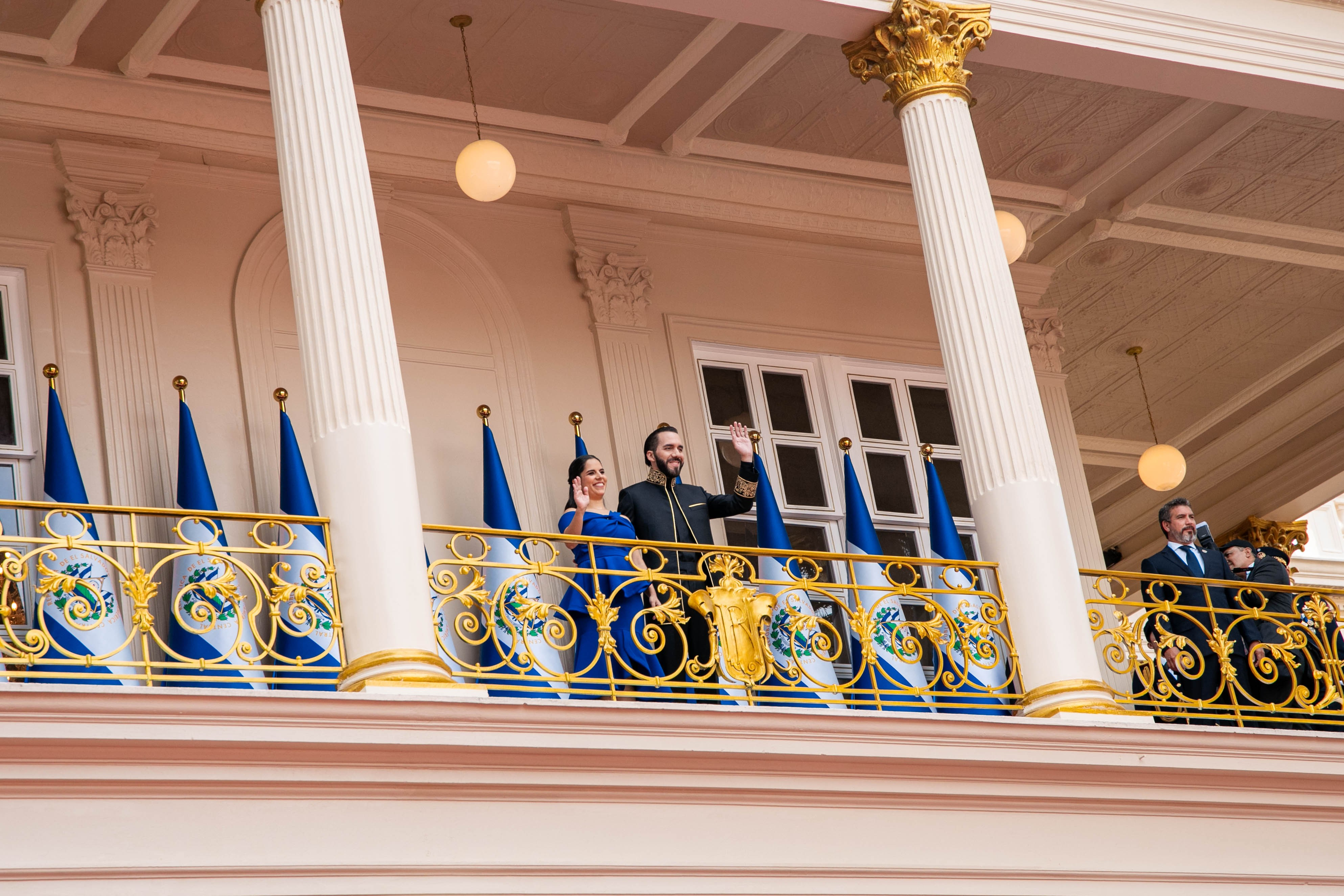
Nayib Bukele y Gabriela de Bukele en el Palacio Nacional durante el Traspaso de Mando.

El Palacio Nacional es una edificación de dos niveles y dos áreas de sótanos al norte y al sur, donde hasta la construcción de la BINAES se encontraba el Archivo General de la Nación (AGN). Ocupa un perímetro cuadrangular de setenta y cuatro metros por lado, el cual tiene inscrito un patio central en forma de cruz griega irregular, donde se ubican los jardines en los cuales fueron plantadas durante los años treinta, cinco araucarias, simbolizando a todas las naciones centroamericanas. Posee ciento un salones secundarios y cuatro salones principales, siendo estos últimos los siguientes: el Salón Rojo o Salón de Honor, ubicado en el piso superior al extremo oriente, está ornado en su techo con medallones que ostentan las veras efigies de los exmandatarios: General Francisco Morazán, Rafael Campo, General Gerardo Barrios, General Francisco Menéndez Valdivieso, General Fernando Figueroa y doctor Manuel Enrique Araujo. En definitiva, este salón, que cuenta con un balcón de honor ubicado exactamente sobre el portón del frontis, tallado en mármol y granito por el italiano Ferracuti, aloja importantes emblemas del país y en él se entregaban las credenciales a los embajadores. El Salón Azul, ubicado en el extremo opuesto de la segunda planta, hacia el occidente, alojaba el poder legislativo. El Salón Amarillo, al poder ejecutivo. Y el Salón Rosado, a la Corte Suprema de Justicia. Una hermosa y elegante verja de hierro y bronce circunvala todo el edificio, y hay un jardín exterior de cinco metros de ancho.

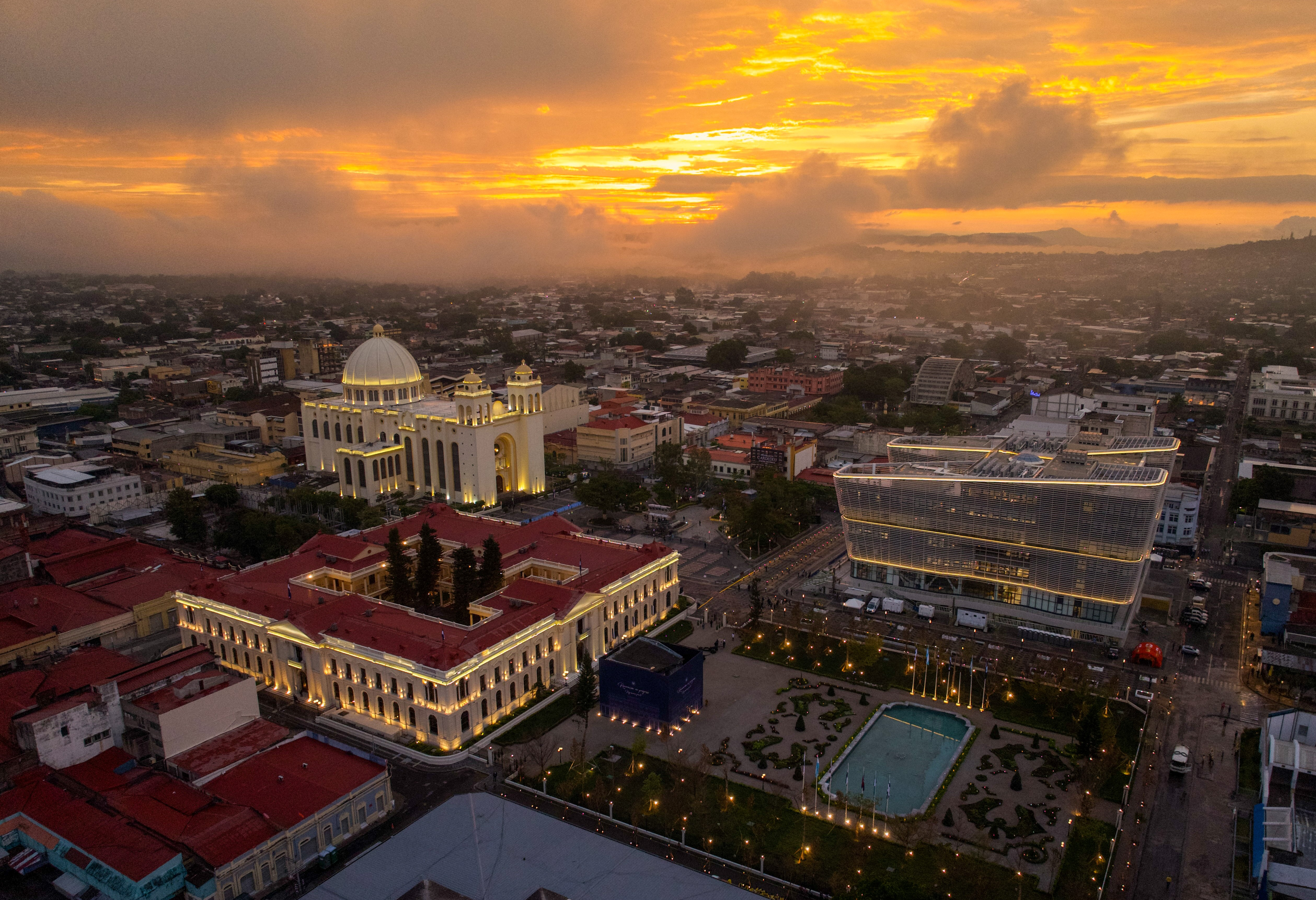
Vista aérea de San Salvador.

El edificio, uno de los pocos en el Centro histórico de San Salvador, que cuenta con más de cien años de estar en pie, posee un valor único y excepcional por ser un catálogo construido que posee más de 50 diseños de pisos, más de 70 diseños de decoraciones murales y más de 60 de cielo falso. En suma, cada espacio de las ciento cinco habitaciones que posee, guarda una armonía majestuosa de colores, entre pisos, cielos falsos y decoración mural.
En su interior existen  104 habitaciones, entre las que resaltan cuatro salones principales con colores distintivos: el Salón Rojo, utilizado desde su inauguración hasta la administración del general Maximiliano Hernández Martínez para la ceremonia de presentación de credenciales de embajadores o para las recepciones de la Cancillería Salvadoreña; Salón Amarillo, empleado como oficina del Presidente de la República; Salón Rosado, que alojaba a la Corte Suprema de Justicia, y posteriormente al Ministerio de Defensa;  y especialmente el Salón Azul, que fue declarado Monumento Histórico Nacional en 1974. En este aposento resaltan sus detalles jónicos, corintios y romanos; y fue allí donde se congregó la Asamblea Legislativa desde 1906. El nombre de dicha estancia fue heredado a la actual sala de reuniones del parlamento salvadoreño. También existe el Salón Jaguar en el que se visualizan elementos de la cultura indígena.
Destacan además en su fachada principal seis columnas y las estatuas de Cristóbal Colón e Isabel la Católica, donadas por Alfonso XIII de España en 1924. En su conjunto el edificio combina detalles Neogóticos, Neoclásicos y Renacentistas. En el centro hay un patio amplio donde predominan cinco araucarias que representan a las cinco naciones de Centroamérica. El Palacio  Nacional fue declarado Monumento Nacional en 1980.
En la actualidad la edificación está bajo la administración del Ministerio de Cultura y anteriormente albergaba el Archivo General de la Nación.
SALÓN ROSADO: El salón rosado era utilizado por la Corte Suprema de Justicia y posteriormente, por el Ministerio de Defensa. Predomina el color rosado en paredes y sobresale la pintura mural perimetral a nivel de zócalo de color verde, dorado y blanco.

Palacio Nacional de El Salvador
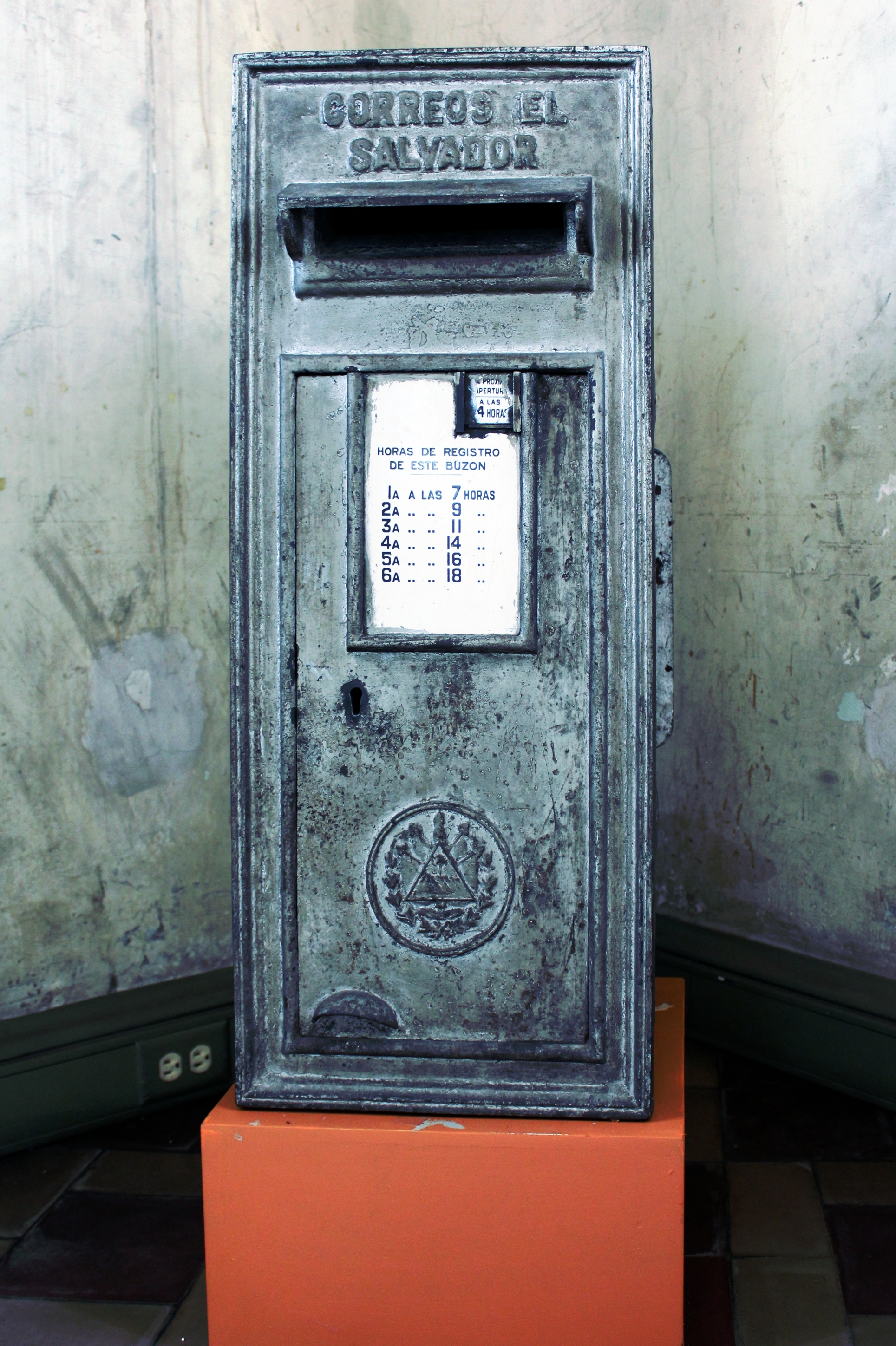
Antiguo Buzón de Correo, Palacio Nacional.
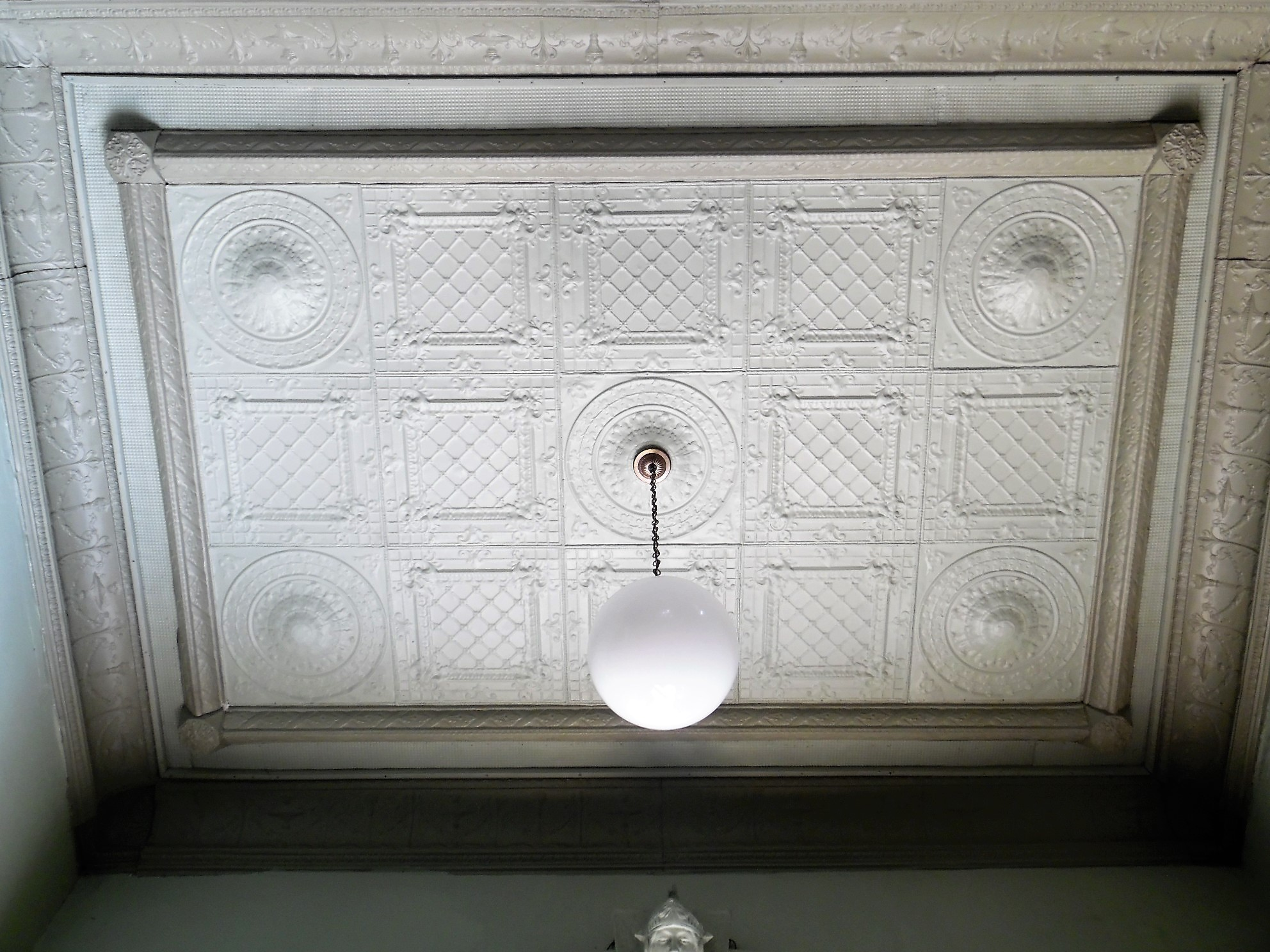
Cielo falso de lámina contrachapada ornamentada del Palacio Nacional.
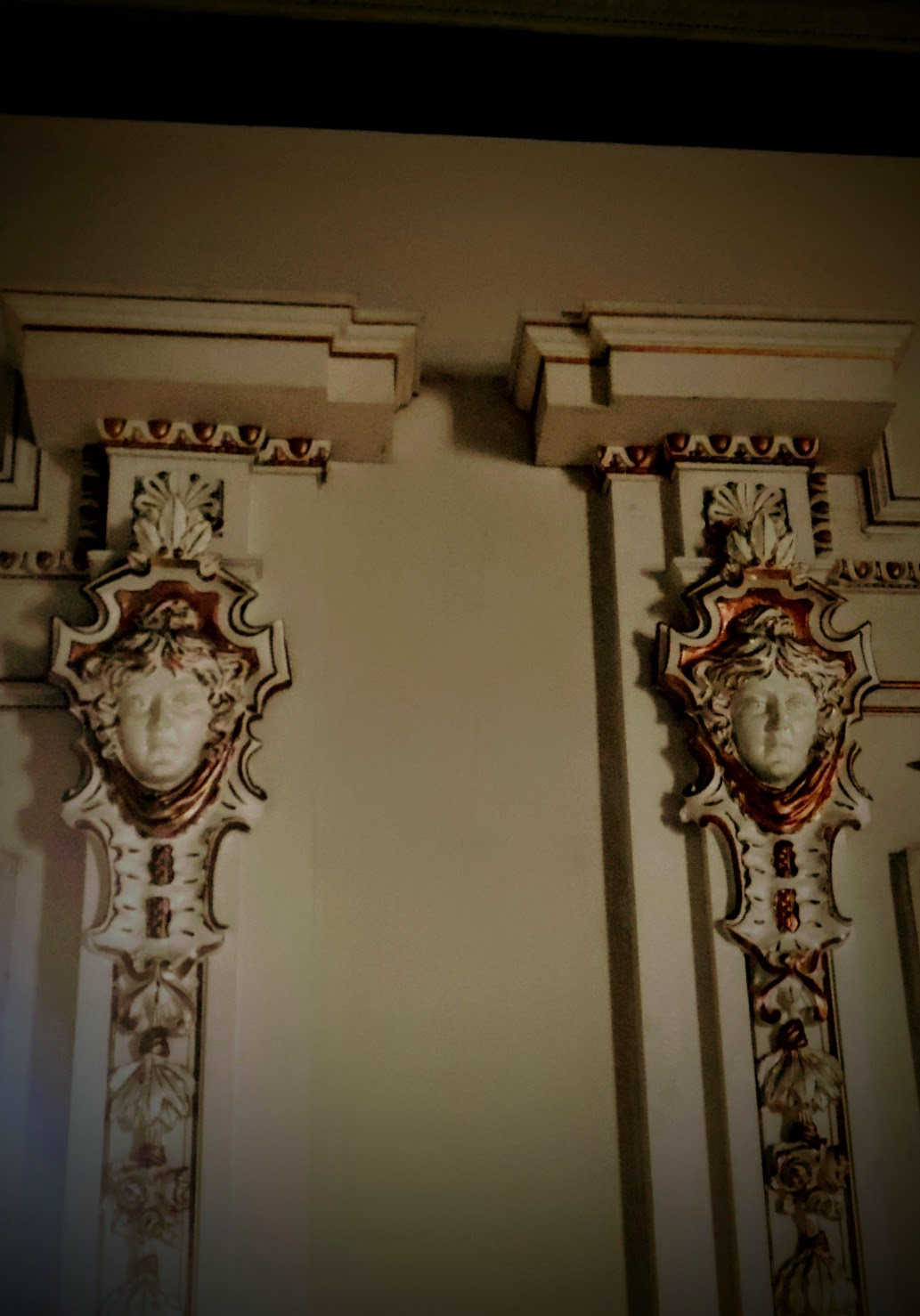
Detalles de ornamentación en el Salón azul del Palacio Nacional.
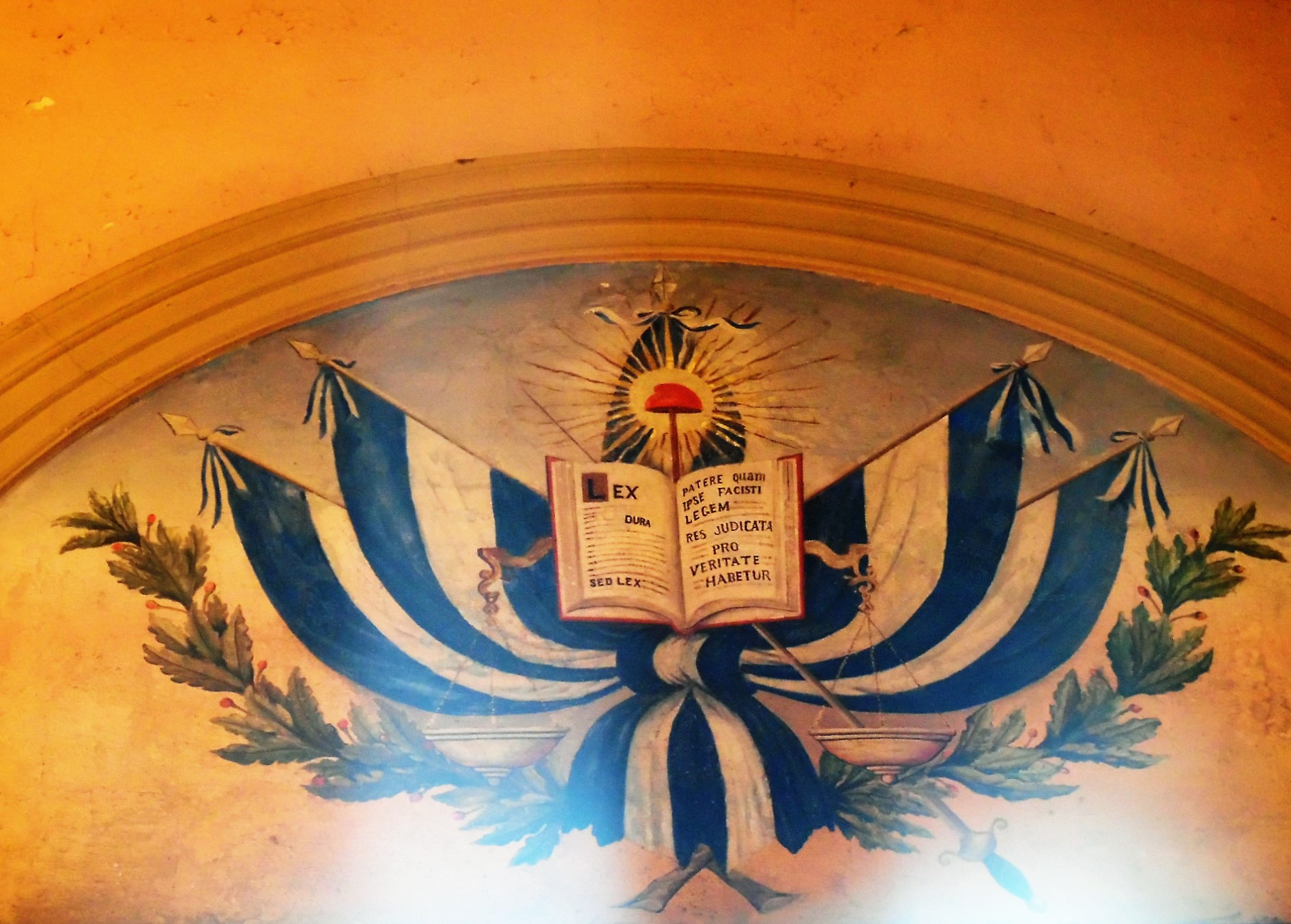
Emblema ubicado en el Salón Rosado del Palacio Nacional, en donde otrora se ubicara el despacho de los magistrados de la Corte Suprema de Justicia.
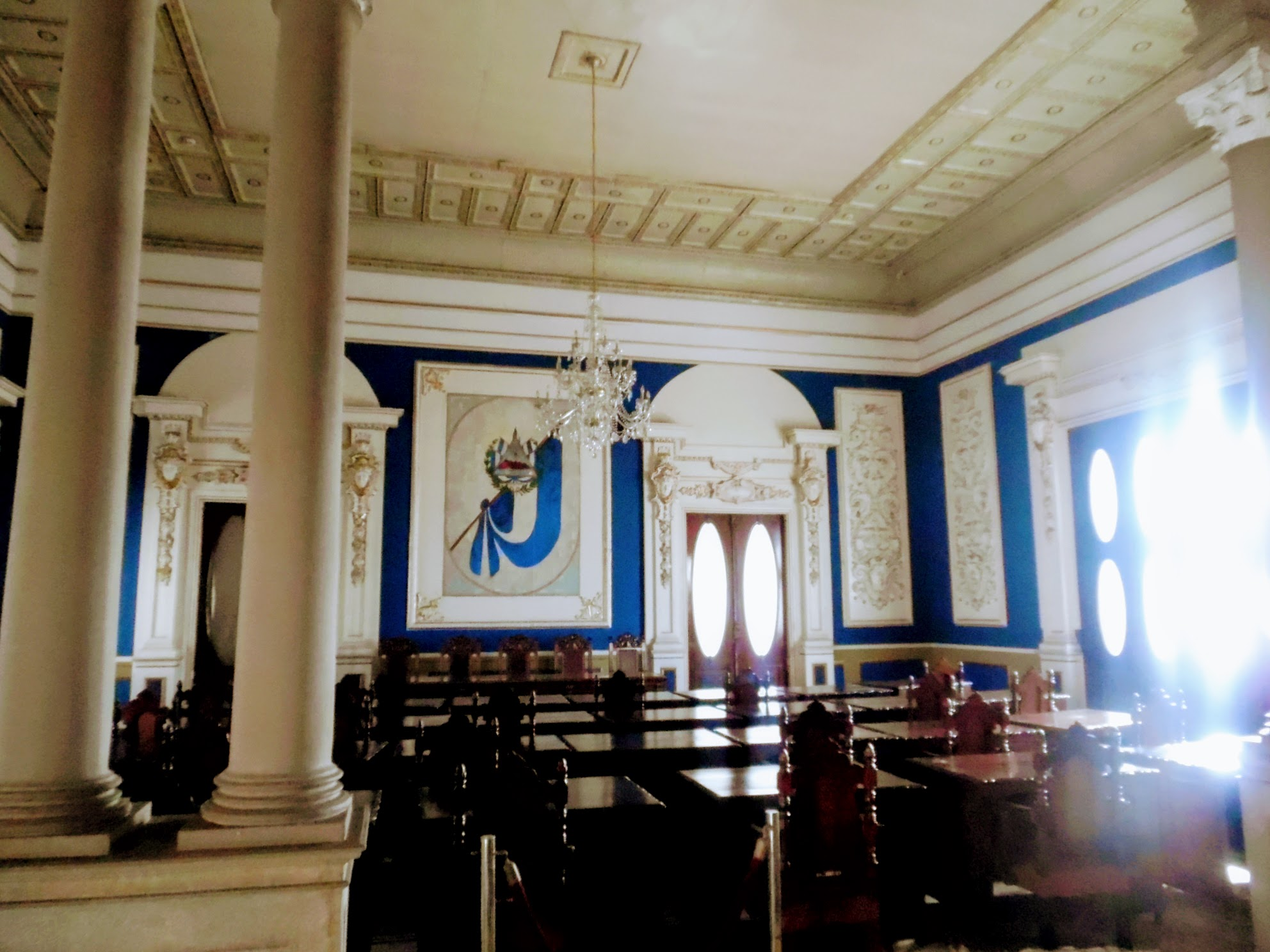
Salón Azul donde se congregaba la Asamblea Legislativa y la prensa nacional.
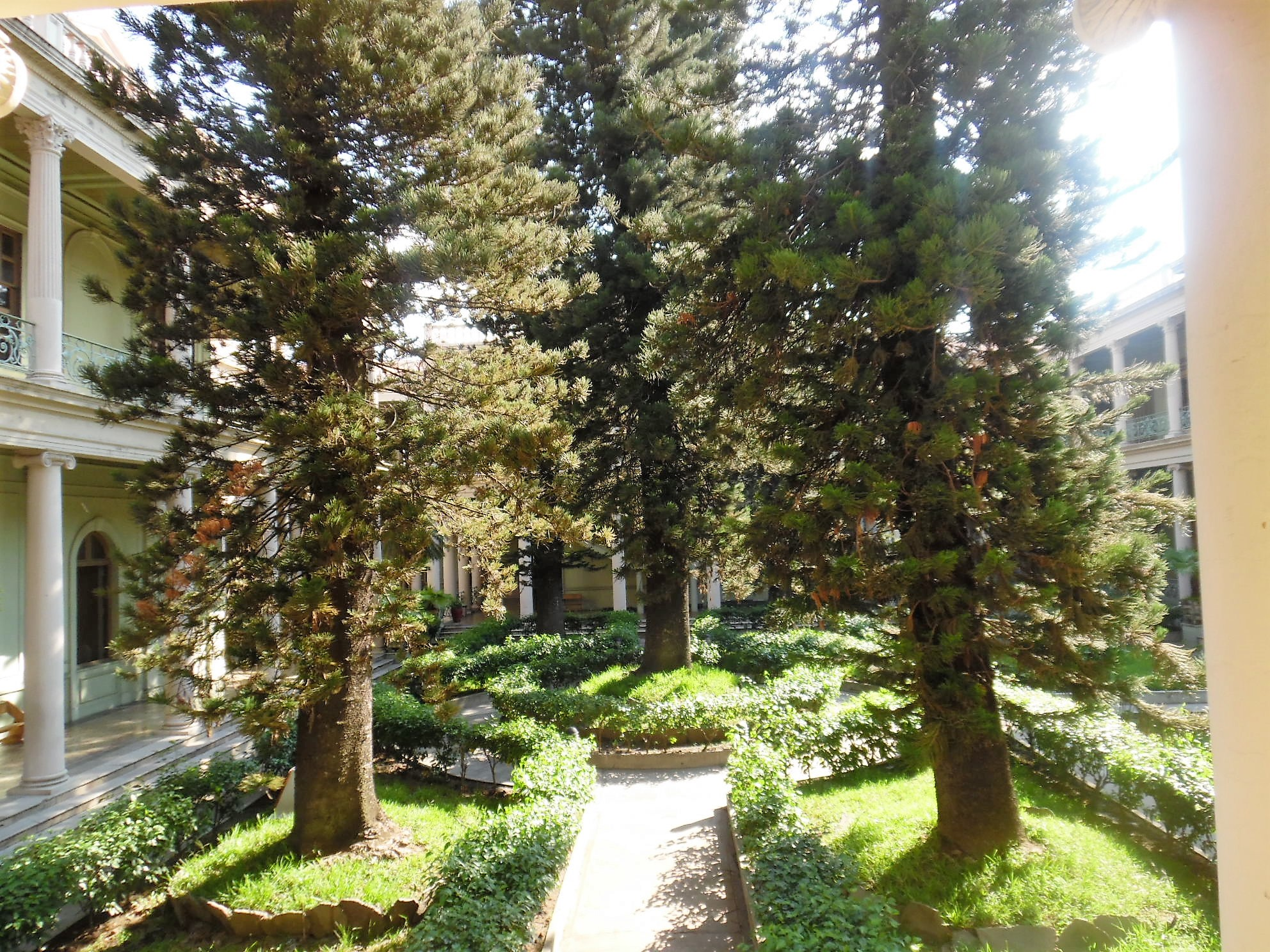
Patio Central del Palacio Nacional previo a su restauración e investidura presidencial de Nayib Bukele.
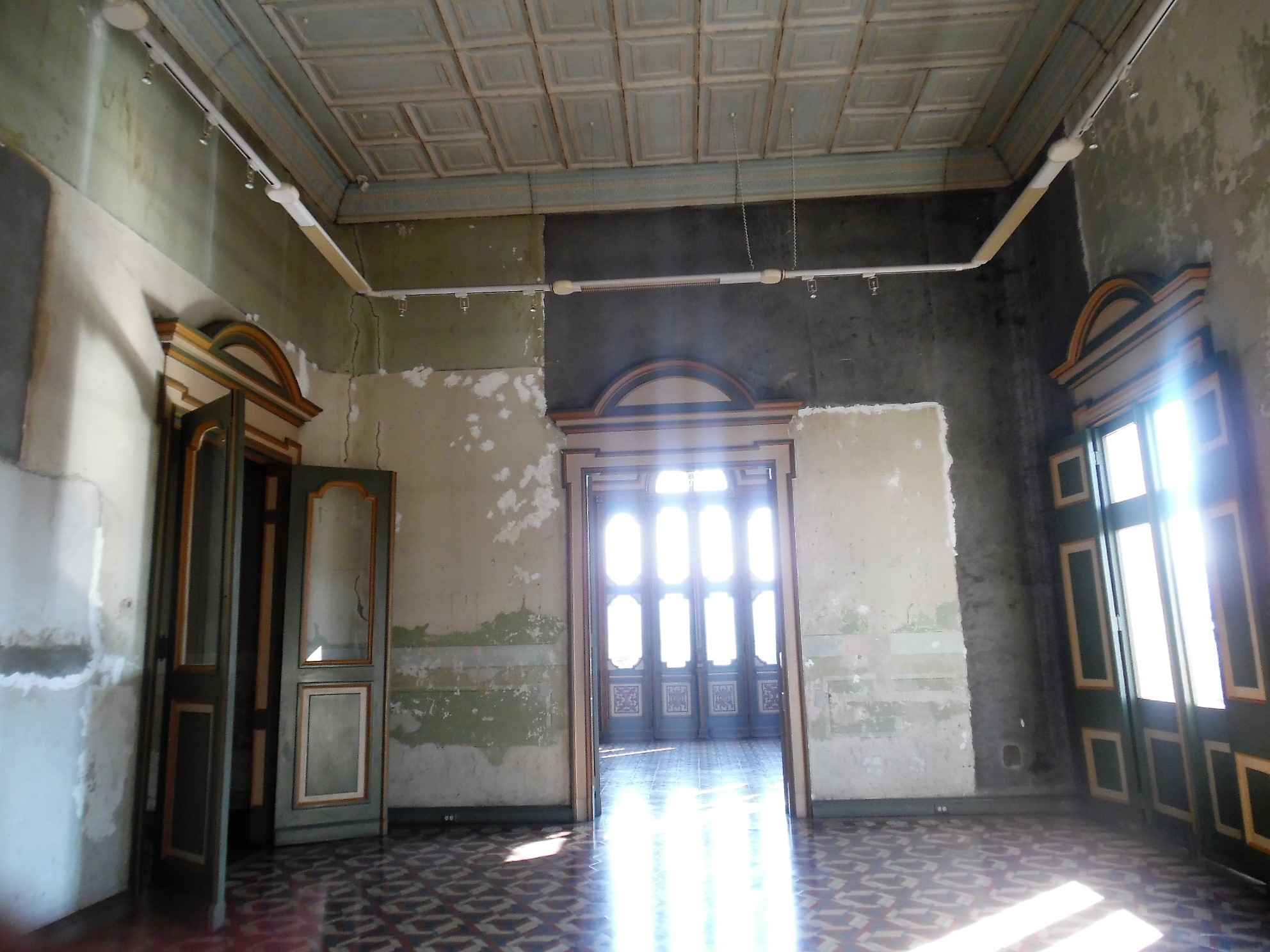
Proceso de restauración de las habitaciones del Palacio Nacional.